# Jankov, České Budějovice
Jankov là một làng thuộc huyện České Budějovice, vùng Jihočeský, Cộng hòa Séc.